# Clarence (Luizjana)
Clarence – wieś w Stanach Zjednoczonych, w stanie Luizjana, w parafii Natchitoches.